# Doganovo, Sofia
Doganovo (în bulgară Доганово) este un sat în comuna Elin Pelin, regiunea Sofia,  Bulgaria. 

## Demografie
Componența etnică a satului Doganovo
     Romi (4,12%)
     Bulgari (50,24%)
     Nicio identificare (45,63%)
     Altele (0%)
La recensământul din 2011, populația satului Doganovo era de 824 locuitori. Din punct de vedere etnic, majoritatea locuitorilor (50,24%) erau bulgari, cu o minoritate de romi (4,12%). Pentru 45,63% din locuitori nu este cunoscută apartenența etnică.